# Osservatorio McDonald
L'osservatorio McDonald (in inglese: McDonald Observatory) è un osservatorio astronomico statunitense situato a Fort Davis nella contea di Jeff Davis in Texas a 2076 m s.l.m. Il suo codice MPC è 711 McDonald Observatory, Fort Davis.
Il corpo principale sorge sul monte Locke mentre una struttura secondaria è posta circa a 1,5 km a nord-est sul monte Fowleks.

## Storia
L'osservatorio fu finanziato con il lascito testamentario del banchiere William Johnson McDonald (1844–1926) che assegnò 800.000 dollari all'Università del Texas. Dopo una battaglia legale con gli eredi, l'università ottenne la disponibilità della somma e avviò la costruzione dell'osservatorio nel 1933 che divenne operativo nel 1939.
| 4182 Mount Locke | 2 maggio 1951  |
| 4462 Vaughan     | 24 aprile 1952 |

La gestione operativa fu inizialmente assegnata all'Università di Chicago ma a partire dagli anni sessanta del XX secolo tornò direttamente all'Università del Texas. Il primo direttore fu Harlan James Smith che rimase in carica per 26 anni. Gli succedette Bengt Georg Daniel Strömgren.
Nel 1948 Gerard Kuiper scoprì da questo osservatorio Miranda, satellite di Urano.
Il Minor Planet Center accredita l'osservatorio per la scoperta di due asteroidi effettuate tra il 1951 e il 1952.
Oltre alla normale attività di ricerca, l'osservatorio produce brevi servizi radiofonici su tematiche astronomiche, intitolati StarDate nella versione in inglese ed Universo nella versione in spagnolo, distribuiti a varie emittenti locali statunitensi.

## Strumentazione
La strumentazione dell'osservatorio ha sempre costituito punte di eccellenza per la tecnologia disponibile all'epoca della costruzione.

### Telescopio Otto Struve
Fu il primo telescopio dell'osservatorio, operativo dal 1939, e venne dedicato all'astronomo russo-americano Otto Struve. Il suo specchio da 2,1 m lo rendeva all'epoca secondo solo al telescopio Hooker dell'osservatorio di Monte Wilson. Ammodernato con strumentazione elettronica per la cattura delle immagini, è ancora in servizio.

### Telescopio Harlan J. Smith
Costruito nel 1968 con il supporto della NASA venne dedicato al primo direttore dell'osservatorio. Il suo specchio da 2,7 m lo rendeva all'epoca terzo al mondo dopo il telescopio Hale dell'osservatorio di Monte Palomar e il telescopio C. Donald Shane dell'osservatorio Lick. Venne danneggiato nel 1970 quando un operatore impazzito sparò alcuni colpi di pistola contro lo specchio principale. I danni causarano una leggere riduzione della capacità effettiva dello strumento che è ora equivalente a quello di uno strumento da 2,65 m.

### Telescopio Hobby-Eberly
Attivo dal 1996, è alloggiato presso la sede secondaria di Monte Fowleks. Oltre ad essere il terzo per dimensioni all'epoca dell'inaugurazione, il telescopio Hobby-Eberly si distingue per le particolari scelte tecnologiche di costruzione. Lo specchio è fisso e gli oggetti osservati vengono seguiti dal movimento degli strumenti di messa a fuoco. Questa soluzione ha permesso un notevole risparmio, approssimativamente l'80%, rispetto ad un equivalente telescopio con movimenti tradizionali. Lo specchio è costituito dall'accostamento di 91 componenti esagonali ed ha una dimensione di circa 10x11 metri che permette di avere una resa di almeno 9,2 metri in qualunque posizione dell'ottica di messa a fuoco.

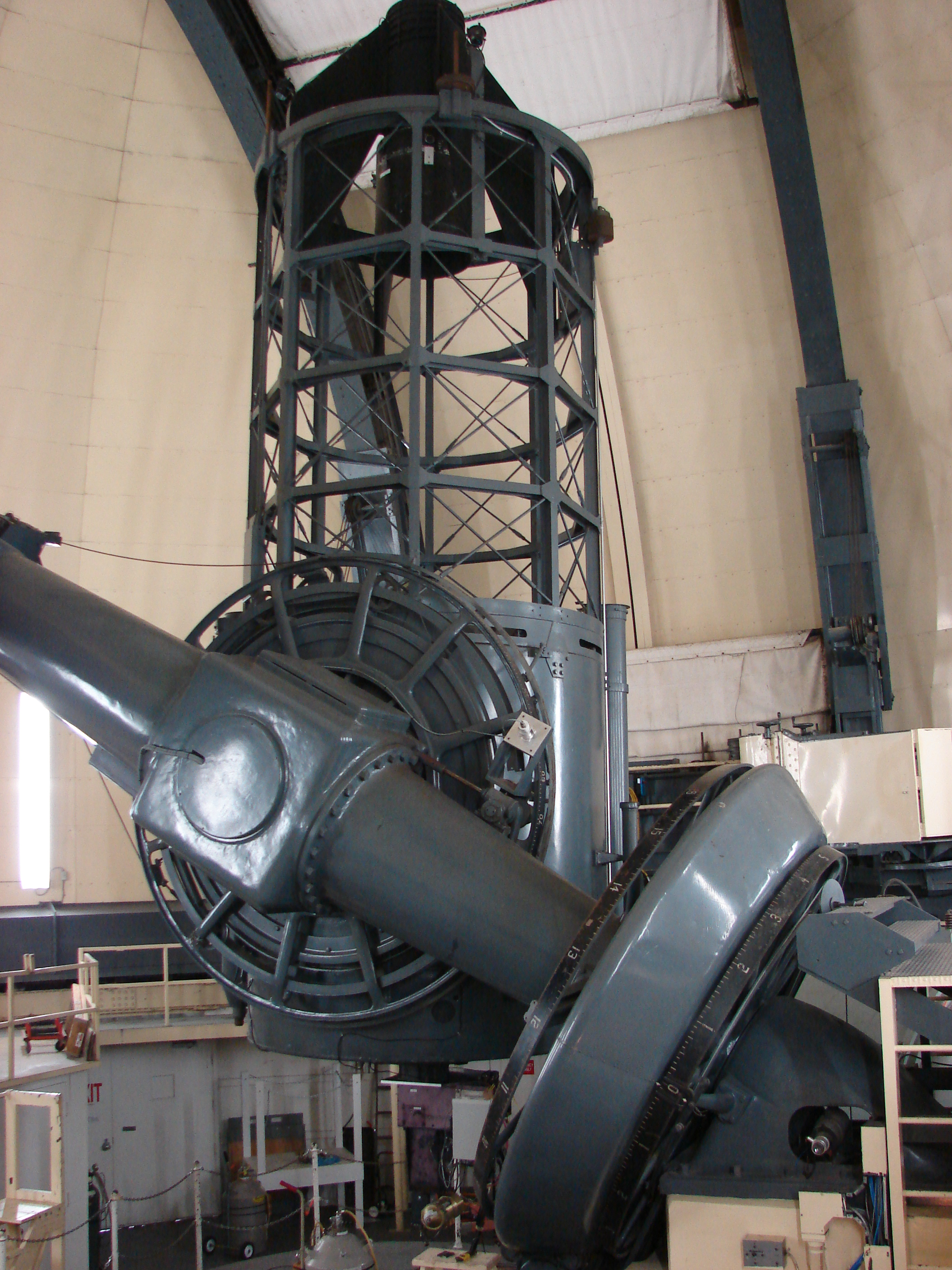
Telescopio Otto Struve
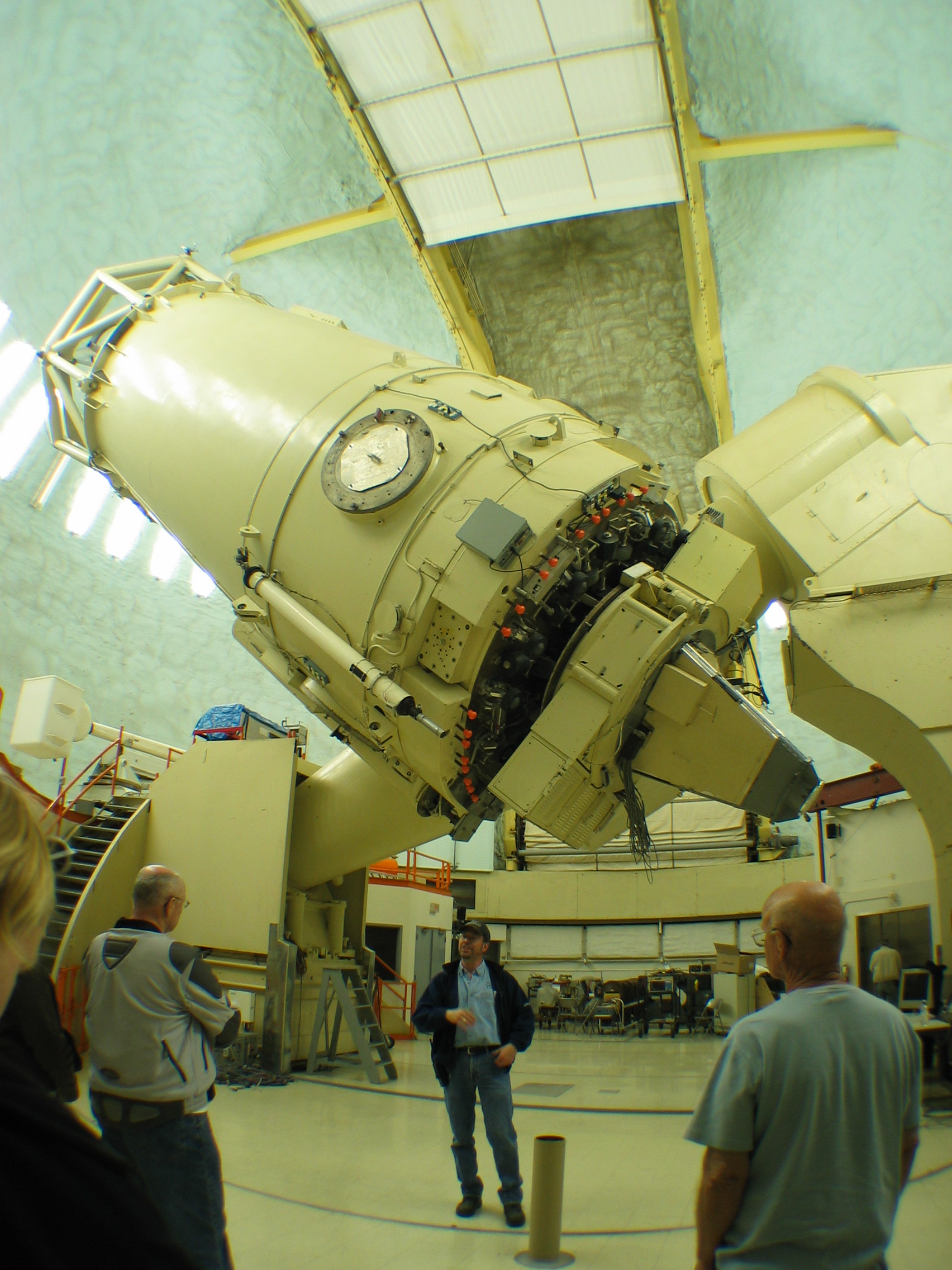
Telescopio Harlan J. Smith
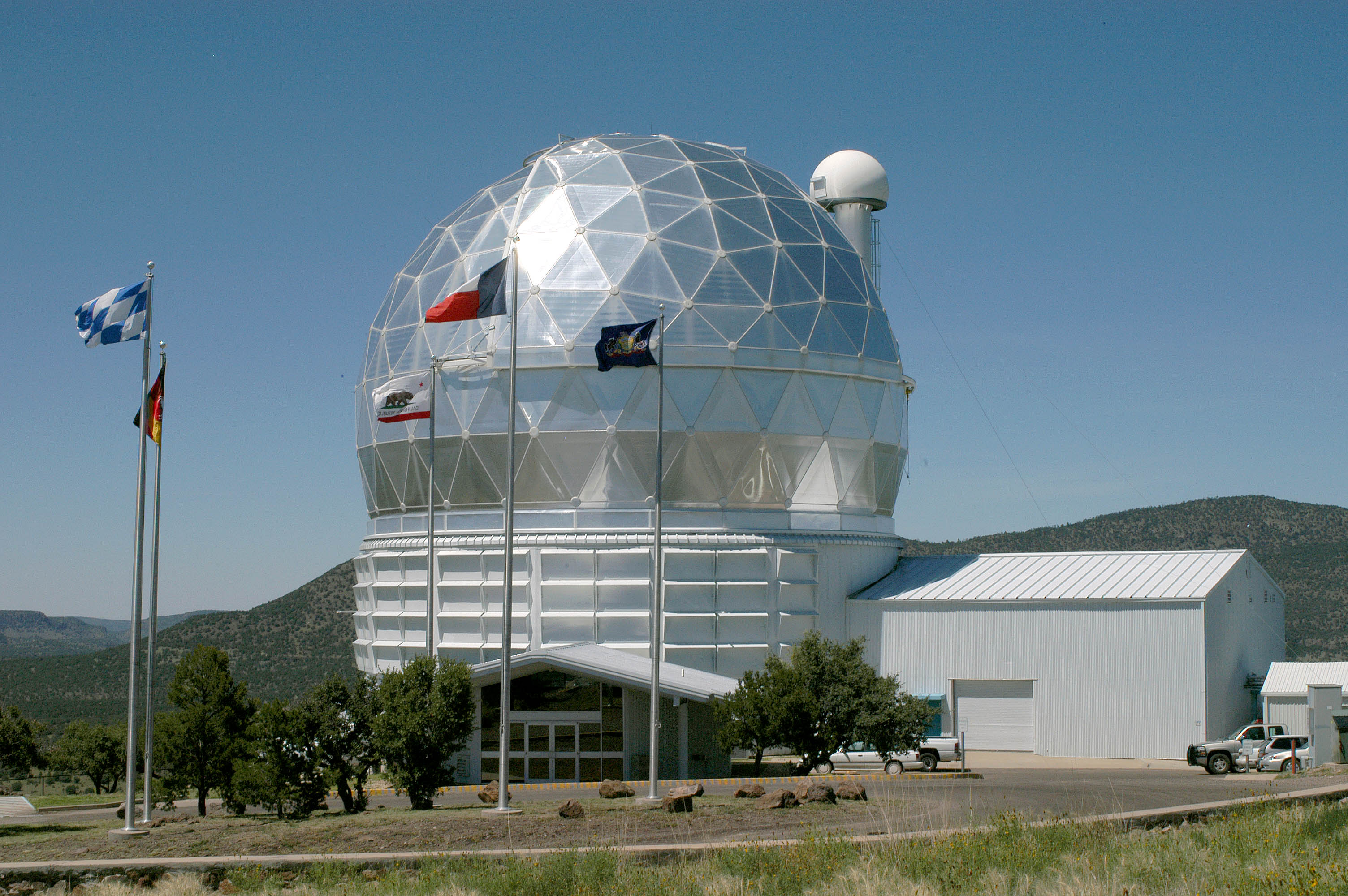
Telescopio Hobby-Eberly

## Ricerca e risultati scientifici rilevanti
- Nel 2019, utilizzando i dati del telescopio Harlan J. Smith Telescope combinati con quelli dell'osservatorio Lick e del Keck alle Hawaii, nell'ambito del progetto McDonald Observatory Planet Search è stato scoperto un esopianeta di tipo gioviano. Il pianeta, HR 5183 b, è situato nella costellazione della Vergine[7] a 102.7 al ed ha un'orbita altamente eccentrica che percorre in oltre 50 anni[8]